# Helianthemum assadii
Helianthemum assadii är en solvändeväxtart som beskrevs av F.Ghahrem. och Gholamian. Helianthemum assadii ingår i släktet solvändor, och familjen solvändeväxter. Inga underarter finns listade i Catalogue of Life.